# Pedro Berdugo
Pedro Berdugo fue un religioso español.

## Biografía
Natural de un pueblo de la burgalesa Ribera del Duero, tomó el hábito de la Orden de la Merced y llegó a ser maestro en Sagrada Teología. Por los años de 1550, dedicándose al conocimiento de la lengua del país y empleando estos conocimientos para la misión, logró muchas conversiones. Después, enseñó a los españoles que llegaban a Nueva España. Abrió cátedra en Guatemala, y por espacio de muchos años continuó en este trabajo y en el de la fundación de muchas doctrinas o parroquias. Esto le mereció la aprobación de los obispos y del Real Consejo de Castilla.
Escribió ordenanzas, constituciones e instrucciones destinadas a reglamentar las parroquias de su fundación.